# Thesea filigella
Thesea filigella is een zachte koraalsoort uit de familie Plexauridae. De koraalsoort komt uit het geslacht Thesea. Thesea filigella werd in 1931 voor het eerst wetenschappelijk beschreven door Thomson & Dean. 